# Venstre Seinebred
Venstre Seinebred (fransk: La Rive Gauche) er den sydlige bred af floden Seinen i Paris. Her løber floden stort set i vestlig retning og deler byen i to dele. Set i flodens retning, er den sydlige bred på venstre hånd, og den nordlige (højre) Seinebred, (Rive Droite) til højre.
Blandt de berømte gader i denne del af byen er Boulevard Saint-Germain, Boulevard Saint-Michel og Rue de Rennes.
"Rive Gauche" eller "venstre bred" henviser i almindelighed til en tidligere æra i byens historie, hvor det dels var studenternes bydel og dels var kunstnernes, forfatternes og filosoffernes. Blandt de sidste var navne som Pablo Picasso, Arthur Rimbaud, Paul Verlaine, Henri Matisse, Jean-Paul Sartre, Ernest Hemingway, F. Scott Fitzgerald og dusinvis af andre medlemmer af det dengang omfattende kunstnersamfund på Montparnasse. De har givet navnet venstre Seinebred et anstrøg af bohemetilværelse og kreativitet.
Studenterområdet, som kaldes Latinerkvarteret, er et område på venstre bred i 5. arrondissement. Det har fået sit navn, fordi latin engang i udbredt grad blev talt af de mange studerende, som holdt til i nærheden af Université de Paris (Sorbonne).